# Panopsis pearcei
Panopsis pearcei là một loài thực vật có hoa trong họ Quắn hoa. Loài này được Rusby miêu tả khoa học đầu tiên năm 1907.